# The Velvet Underground & Nico
The Velvet Underground & Nico je studiové album americké experimentální rockové skupiny The Velvet Underground a zpěvačky Nico; v obou případech jde o debutové album. Původně vyšlo v březnu 1967 pod Verve Records.
V dějinách hudby vzniklo jen málo alb, jejichž vliv byl tak dalekosáhlý jako dopad debutové desky Velvet Underground. Trvalo jí sice přes deset let, než v prodejnosti překonala šestimístné číslo, čerpaly z ní ale glam rock, punk, new wave, gothic rock, noise a téměř všechny další hudební směry „nalevo“ od rockového mainstreamu.
„Velveti“ zde znějí mnohem výrazněji než jejich současníci, nejpřekvapivější je však neuvěřitelná různorodost skladeb. Najdeme zde dream-pop („Sunday Morning“), tvrdý garážový rock („Waiting for the Man“), na kost obnažené R&B („There She Goes Again“), jazz-rock („The Black Angel's Death Song“) i krotký love song („I'll Be Your Mirror“).
Pozornost tisku i fanoušků vždy nejvíce přitahovaly Reedovy textové výlety do říše drog a zvráceného sexu, které nejotevřeněji prezentuje v písních „Heroin“ a „Venus in Furs“, ale i hudba Velvet Underground byla stejně radikální jako jejich slova. Dokládá to strnulá disharmonie skladby „European Son“, znepokojivá malebnost „All Tomorrow's Parties“ nebo neklidná dynamika zmiňovaného „Heroinu“.
O přínosu Nico pro toto album se stále vedou spory; podíl Andy Warhola se ale netýkal jen podepisování šeků. Byl to právě tento kontroverzní umělec, kdo skupině umožnil nahrát její materiál bez kompromisů, což by za jiných okolností asi neprošlo.

## Nahrávání
Své první nahrávky skupina nahrála v červenci 1965 v sestavě Lou Reed, John Cale a Sterling Morrison v bytě na Ludlow Street. Šlo o celkem šest demosnímků nahraných na magnetofon Wollensak: „Venus in Furs“, „I'm Waiting for the Man“, „Heroin“, „All Tomorrow's Parties“, „Wrap Your Troubles in Dreams“ a „Prominent Men“. První čtyři byly nahrány znovu a vyšly na debutovém albu Velvet Underground, pátá na prvním albu zpěvačky Nico a šestá již nově nahrána nebyla. V následujících měsících ze skupiny odešel bubeník Angus MacLise, který měl hrát i na zmíněných demosnímcích, ale nedostavil se, a nahradila jej Maureen Tuckerová. Později se skupina seznámila s malířem a filmařem Andy Warholem. Warhol se ještě se svým manažerem Paulem Morrisseyem rozhodli, že Reed není dobrý zpěvák a skupina potřebuje zpěvačku. Warhol se přibližně ve stejné době seznámil s německou zpěvačkou, modelkou a herečkou Nico a představil ji skupině.
První skladby, které nakonec na albu vyšly, byly nahrány v dubnu 1966 v newyorskm studiu Scepter Studios. Nahrávacími techniky byli Norman Dolph a John Licata a produkce se ujal Warhol.
Ačkoliv byl Morrison především kytaristou, občas se musel ujmout baskytary, na kterou Cale hrát nemohl; ten tožiž v některých skladbách hrál na violu.
Skladba „Venus in Furs“ byla inspirována knihou Venuše v kožichu – v anglickém originále Venus in Furs Leopolda von Sacher‑Masocha

## Seznam skladeb

### Původní LP
| Strana 1 | Strana 1                | Strana 1            | Strana 1 |
| Pořadí   | Název                   | Autor               | Délka    |
| -------- | ----------------------- | ------------------- | -------- |
| 1.       | Sunday Morning          | Lou Reed, John Cale | 2:54     |
| 2.       | I'm Waiting for the Man | Reed                | 4:39     |
| 3.       | Femme Fatale            | Reed                | 2:38     |
| 4.       | Venus in Furs           | Reed                | 5:12     |
| 5.       | Run Run Run             | Reed                | 4:22     |
| 6.       | All Tomorrow's Parties  | Reed                | 6:00     |

| Strana 2 | Strana 2                     | Strana 2                                         | Strana 2 |
| Pořadí   | Název                        | Autor                                            | Délka    |
| -------- | ---------------------------- | ------------------------------------------------ | -------- |
| 7.       | Heroin                       | Reed                                             | 7:12     |
| 8.       | There She Goes Again         | Reed                                             | 2:41     |
| 9.       | I'll Be Your Mirror          | Reed                                             | 2:14     |
| 10.      | The Black Angel's Death Song | Reed, Cale                                       | 3:11     |
| 11.      | European Son                 | Reed, Cale, Sterling Morrison, Maureen Tuckerová | 7:46     |

### Reedice 2012
| Disk 4 | Disk 4                        | Disk 4                       | Disk 4 |
| Pořadí | Název                         | Autor                        | Délka  |
| ------ | ----------------------------- | ---------------------------- | ------ |
| 1.     | European Son                  | Reed, Cale, Morrison, Tucker | 9:02   |
| 2.     | The Black Angel's Death Song  | Reed, Cale                   | 3:16   |
| 3.     | All Tomorrow's Parties        | Reed                         | 5:53   |
| 4.     | I'll Be Your Mirror           | Reed                         | 2:11   |
| 5.     | Heroin                        | Reed                         | 6:16   |
| 6.     | Femme Fatale                  | Reed                         | 2:36   |
| 7.     | Venus in Furs                 | Reed                         | 4:29   |
| 8.     | Waiting for the Man           | Reed                         | 4:10   |
| 9.     | Run Run Run                   | Reed                         | 4:23   |
| 10.    | Walk Alone                    |                              | 3:27   |
| 11.    | Crackin' Up“ / „Venus in Furs | Bo Diddley / Reed            | 3:52   |
| 12.    | Miss Joanie Lee               |                              | 11:49  |
| 13.    | Heroin                        | Reed                         | 6:14   |
| 14.    | There She Goes Again          | Reed                         | 2:09   |
| 15.    | There She Goes Again          | Reed                         | 2:56   |

| Disk 5 | Disk 5                               | Disk 5     | Disk 5 |
| Pořadí | Název                                | Autor      | Délka  |
| ------ | ------------------------------------ | ---------- | ------ |
| 1.     | Melody Laughter (instrumentální jam) |            | 28:26  |
| 2.     | Femme Fatale                         | Reed       | 2:37   |
| 3.     | Venus in Furs                        | Reed       | 4:45   |
| 4.     | The Black Angel's Death Song         | Reed, Cale | 4:45   |
| 5.     | All Tomorrow's Parties               | Reed       | 5:03   |

| Disk 6 | Disk 6                                | Disk 6 | Disk 6 |
| Pořadí | Název                                 | Autor  | Délka  |
| ------ | ------------------------------------- | ------ | ------ |
| 1.     | Waiting for the Man                   |        | 4:50   |
| 2.     | Heroin                                |        | 6:42   |
| 3.     | Run Run Run                           |        | 8:43   |
| 4.     | The Nothing Song (instrumentální jam) |        | 27:56  |

## Obsazení
hudebníci
- John Cale – elektrická viola, klavír, celesta v „Sunday Morning“, baskytara, doprovodný zpěv
- Sterling Morrison – kytara, baskytara, doprovodný zpěv
- Nico – zpěv v „Femme Fatale“, „All Tomorrow's Parties“ a „I'll Be Your Mirror“, doprovodný zpěv v „Sunday Morning“
- Lou Reed – zpěv, kytara, ostrich guitar
- Maureen Tucker – perkuse

technická podpora
- The Velvet Underground – aranžmá
- Ami Hadami (uveden jako Omi Haden) – zvukový inženýr v T.T.G. Studios
- Gary Kellgren – zvukový inženýr v Scepter Studios (neuveden)
- Norman Dolph – zvukový inženýr v Scepter Studios (neuveden)
- John Licata – zvukový inženýr v Scepter Studios (neuveden)
- Andy Warhol – producent
- Tom Wilson – producent v „Sunday Morning“